# James F. Checchio

Bischofswappen von James F. Checchio

James Francis Checchio (* 21. April 1966 in Camden, Vereinigte Staaten) ist ein US-amerikanischer Geistlicher und römisch-katholischer Bischof von Metuchen.

## Leben
James F. Checchio empfing am 20. Juni 1992 Priesterweihe für das Bistum Camden.
Von 2003 bis 2006 war er als Vizerektor des Päpstlichen Nordamerika-Kollegs für dessen Verwaltung verantwortlich und leitete das Kolleg anschließend bis 2016 als Rektor.
Papst Franziskus ernannte ihn am 8. März 2016 zum Bischof von Metuchen. Die Bischofsweihe spendete ihm der Erzbischof von Newark, John Joseph Myers, am 3. Mai desselben Jahres. Mitkonsekratoren waren sein Amtsvorgänger Paul Gregory Bootkoski und der Bischof von Camden, Dennis Joseph Sullivan.